# Сундквист, Оскар
Оскар Сундквист (род. 23 марта 1994, Буден) — шведский хоккеист, центральный нападающий клуба НХЛ «Сент-Луис Блюз». Двукратный обладатель Кубка Стэнли с «Питтсбург Пингвинз» (2016) и «Сент-Луис Блюз  (2019).

## Игровая карьера

### Швеция
Он решил играть за «Шеллефтео» после того, как хоккейная академия в «Лулео» не проявила особого интереса. Сундквист забил 22 гола и набрал 54 очка в 41 игре за юниорскую команду «Шеллефтео», прежде чем был выбран в третьем раунде под общим 81-м номером «Питтсбург Пингвинз» на драфте НХЛ 2012 года.
Он вернулся в «Шеллефтео», где помог им выиграть чемпионат Швеции 2014 года, набрав шесть очков в 13 играх плей-офф.
После завершения сезона SHL «Пингвинз» подписали с Сундквистом трехлетний контракт новичка. После посещения тренировочного лагеря «Пингвинз» он был возвращен в Шелефтео 7 октября 2014 г. на сезон 2014–15 гг В своем последнем сезоне в шведской лиге Сундквист забил 9 голов и набрал 19 очков, но часто получал травмы.

### Питтсбург Пингвинз
27 апреля 2015 года, после завершения сезона SHL 2014–15, Сундквист начал свою профессиональную карьеру в Северной Америке после того, как был переведен в «Уилкс-Барре/Скрантон Пингвинз». Он сыграл одну игру с «Пингвинз» во время их розыгрыша плей-офф Кубка Колдера.

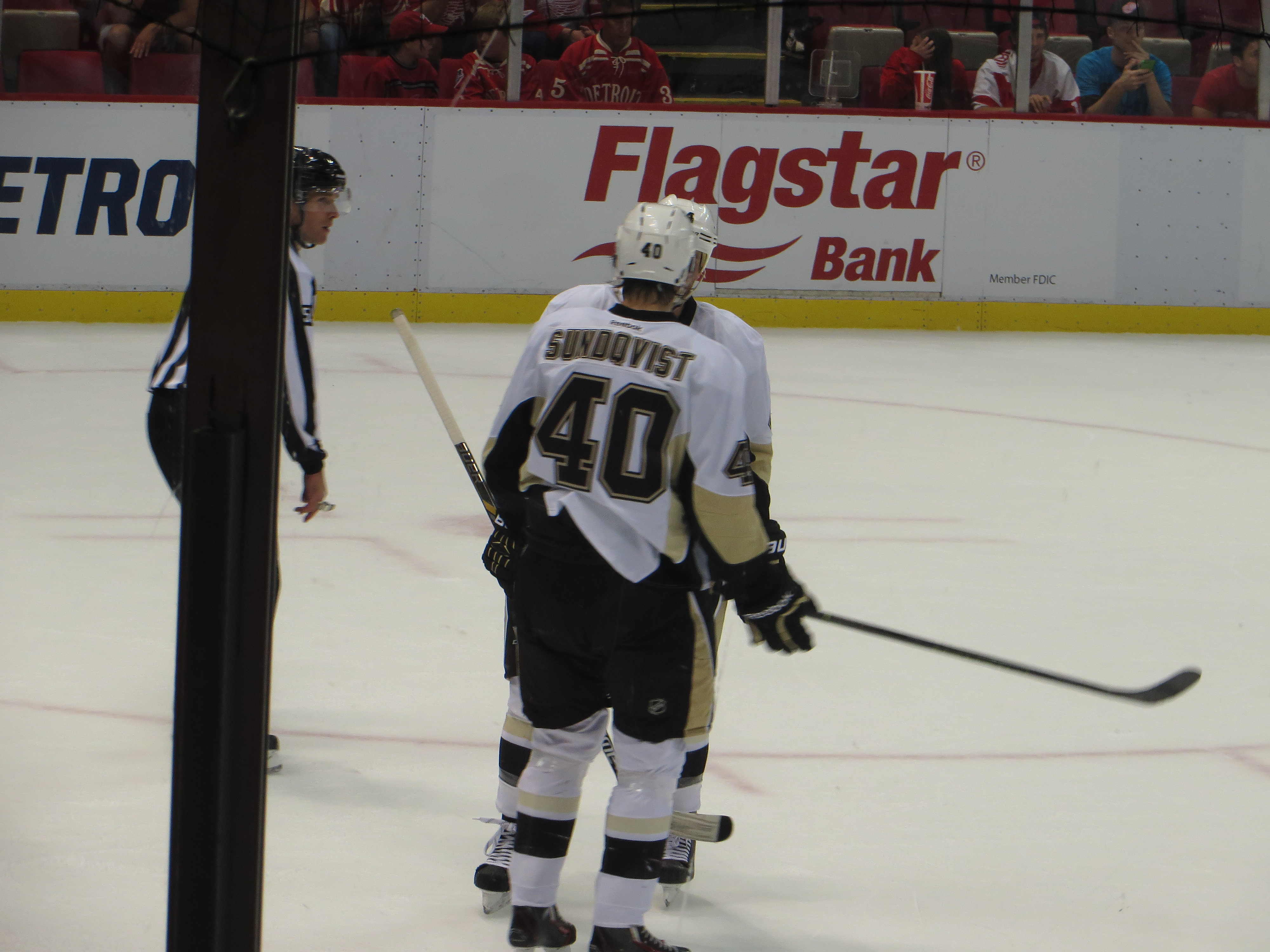
Сундквист в «Питтсбург Пингвинз»

Он был отозван 4 февраля 2016 года и дебютировал в НХЛ на следующий день, в проигранном матче с «Тампа-Бэй Лайтнинг». Он забил свой первый гол в карьере в НХЛ в победе над «Нью-Йорк Айлендерс» со счетом (5:0) 2 апреля, забив первый гол в первом периоде в течение первых 13 минут периода. Сундквист участвовал в 18 играх за команду в течение регулярного сезона, а также в двух играх постсезонья, когда «Пингвинз» выиграли Кубок Стэнли, победив «Сан-Хосе Шаркс» в серии 4-2. Сундквист не играл в финалах или в достаточном количестве игр регулярного сезона, чтобы его имя попало в Кубок Стэнли; однако Питтсбург удостоил его кольца Кубка Стэнли и дня с Кубком.
После посещения тренировочного лагеря «Пингвинз» перед сезоном 2016–17 Сундквист снова был переведен в АХЛ. Этот сезон оказался для него самым сильным в АХЛ, установив новый рекорд в карьере как по голам, так и по очкам. В начале сезона он превзошел свою предыдущую карьеру по количеству голов в своей 16-й игре. Играя в игре против «Херши Беарс» 10 декабря 2016 года, Сундквист стал третьим игроком в истории франшизы, забившим четыре гола в игре. Он провел большую часть сезона в АХЛ, его результативность в атаке помогла Уилксу-Барре/Скрэнтону подняться на вершину, и они стали первой командой в лиге, набравшей 100 очков, а Сундквист набрал три очка во время игры и всего 103 очка за свою карьеру. После этой игры Сундквист был отозван в НХЛ вместе с товарищами по команде Жаном-Себастьяном Деа и Дерриком Пулио, чтобы сыграть в финальной игре сезона за «Пингвинз». В результате своего агрессивного порыва Сундквист стал одним из трех игроков «Пингвинз», забивших 20 голов за сезон. Он завершил свой сезон в АХЛ с рекордными для карьеры 20 голами и 46 очками, несмотря на то, что часть сезона провел в НХЛ.

### Сент-Луис Блюз
Во время драфта НХЛ 2017 года Сундквист и выбор «Пингвинз» в первом раунде были проданы «Сент-Луис Блюз» в обмен на Райана Ривза и их выбор во втором раунде с которым годовой контракт на 675 000 долларов. Он участвовал в 30 играх за команду, пока 31 января не был переведен в АХЛ, «Сан-Антонио Рэмпейдж».

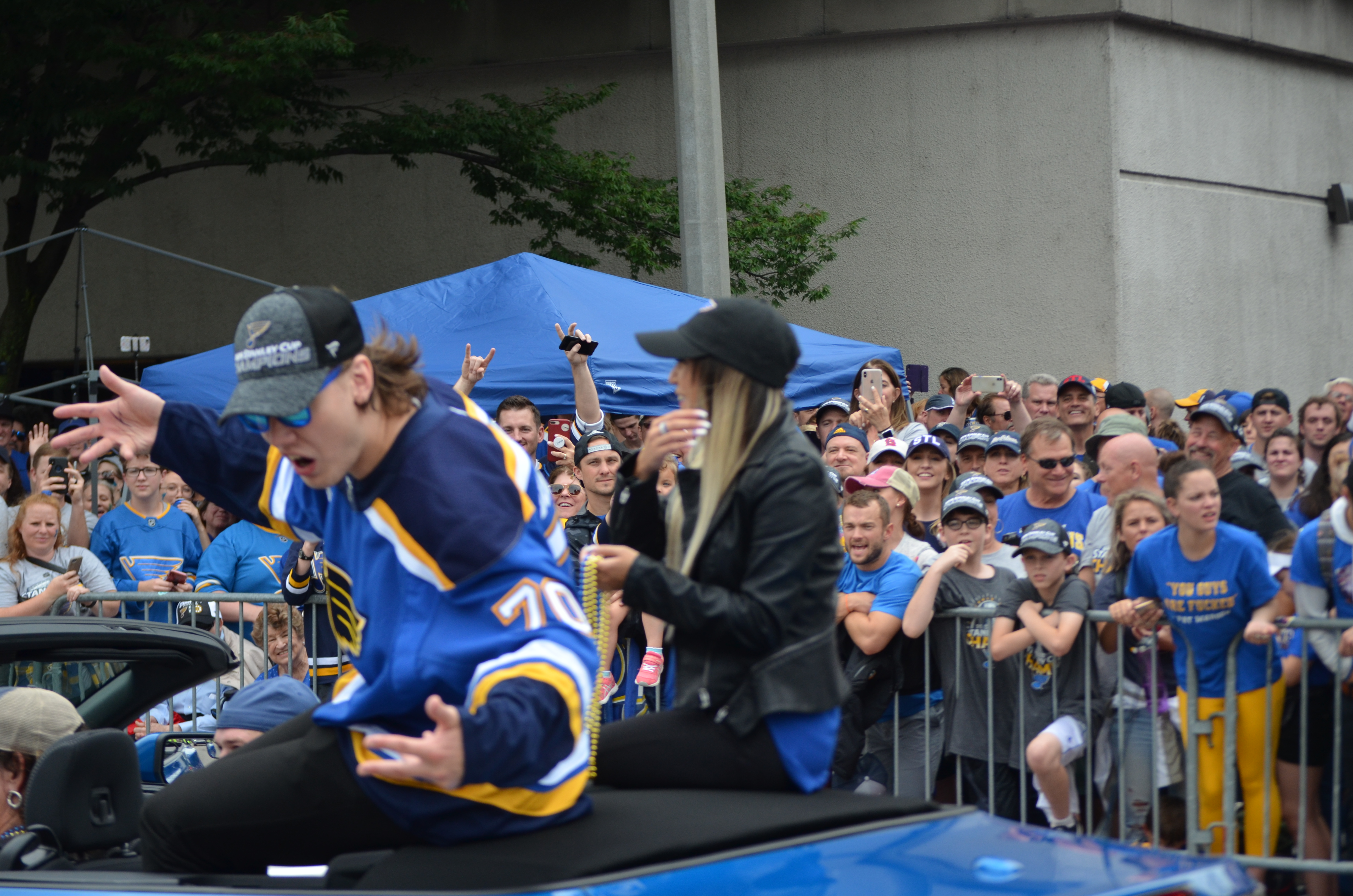
Сундквист на параде в честь победы в Кубке Стэнли с Блюз

После лучшего сезона в карьере Сундквист и «Блюз» согласились на еще один годичный контракт на сумму 700 000 долларов. Играя за «Сент-Луис Блюз» в предсезонке 2018 года, Сундквист получил травму головы в результате удара игрока «Вашингтон Кэпиталз» Тома Уилсона, который впоследствии был дисквалифицирован. По возвращении после травмы он сразу же оказал влияние на состав «Блюз». Несмотря на старт, ко 2 января 2019 года «Блюз» были на последнем месте во всей лиге, что привело к смене тренера и вратаря. Наряду с изменениями Сундквист набрал рекордные 31 очко в 71 игре, что помогло «Блюз» выйти в плей-офф Кубка Стэнли 2019 года. Перед финальным матчем Кубка Стэнли 2019 года против «Бостон Брюинз» Сундквист провел на льду в среднем 15:55 минут и набрал девять очков в 21 игре плей-офф.
Вернувшись после дисквалификации из-за удара локтем в голову игрока соперника, Сундквист помог «синим» выиграть свой первый Кубок Стэнли в истории франшизы.
21 июля 2019 года Сундквист подписал с «Блюз» продление контракта на четыре года на 11 миллионов долларов. В укороченном сезоне 2019–20 у Сундквиста было ограниченное игровое время из-за различных травм.

### Детройт Ред Уингз
21 марта 2022 года Сундквист был обменян в «Детройт Ред Уингз» вместе с Джейком Уолманом и выбором во втором раунде драфта НХЛ 2023 года в обмен на Ника Ледди и Люка Витковски.

### Миннесота Уайлд
3 марта 2023 года, в последний день дедлайна, был обменян в «Миннесоту Уайлд» на пик четвёртого раунда-2023.

## Игровая статистика

### Клубная
И - игры, Г - голы, П - передачи, О - очки, Ш - штрафные минуты.
| 2010–11                         | Шеллефтео                       | J18                             | 21  | 13 | 12 | 25  | 54  | —  | — | — | —  | —  |
| 2010–11                         | Шеллефтео                       | J18 Allsv                       | 17  | 6  | 4  | 10  | 46  | 8  | 1 | 0 | 1  | 29 |
| 2010–11                         | Шеллефтео                       | J20                             | 1   | 0  | 0  | 0   | 0   | —  | — | — | —  | —  |
| 2011–12                         | Шеллефтео                       | J18                             | 22  | 13 | 23 | 36  | 78  | —  | — | — | —  | —  |
| 2011–12                         | Шеллефтео                       | J18 Allsv                       | 17  | 8  | 9  | 17  | 51  | 7  | 5 | 5 | 10 | 14 |
| 2011–12                         | Шеллефтео                       | J20                             | 2   | 1  | 0  | 1   | 0   | —  | — | — | —  | —  |
| 2012–13                         | Шеллефтео                       | J20                             | 38  | 17 | 16 | 33  | 48  | 5  | 3 | 2 | 5  | 4  |
| 2012–13                         | Шеллефтео                       | SEL                             | 14  | 1  | 0  | 1   | 8   | —  | — | — | —  | —  |
| 2013–14                         | Шеллефтео                       | SHL                             | 51  | 6  | 10 | 16  | 16  | 13 | 4 | 2 | 6  | 16 |
| 2014–15                         | Шеллефтео                       | SHL                             | 41  | 9  | 10 | 19  | 34  | 15 | 1 | 4 | 5  | 18 |
| 2014–15                         | Уилкс-Барре/Скрантон Пингвинз   | AHL                             | —   | —  | —  | —   | —   | 1  | 0 | 0 | 0  | 0  |
| 2015–16                         | Уилкс-Барре/Скрантон Пингвинз   | AHL                             | 45  | 5  | 12 | 17  | 30  | —  | — | — | —  | —  |
| 2015–16                         | Питтсбург Пингвинз              | НХЛ                             | 18  | 1  | 3  | 4   | 4   | 2  | 0 | 0 | 0  | 0  |
| 2016–17                         | Уилкс-Барре/Скрантон Пингвинз   | AHL                             | 63  | 20 | 26 | 46  | 52  | 5  | 0 | 1 | 1  | 19 |
| 2016–17                         | Питтсбург Пингвинз              | НХЛ                             | 10  | 0  | 0  | 0   | 2   | —  | — | — | —  | —  |
| 2017–18                         | Сент-Луис Блюз                  | НХЛ                             | 42  | 1  | 4  | 5   | 14  | —  | — | — | —  | —  |
| 2017–18                         | Сан-Антонио Рэмпейдж            | AHL                             | 6   | 2  | 4  | 6   | 6   | —  | — | — | —  | —  |
| 2018–19                         | Сент-Луис Блюз                  | НХЛ                             | 74  | 14 | 17 | 31  | 22  | 25 | 4 | 5 | 9  | 8  |
| 2019–20                         | Сент-Луис Блюз                  | НХЛ                             | 57  | 12 | 11 | 23  | 28  | 9  | 0 | 1 | 1  | 2  |
| 2020–21                         | Сент-Луис Блюз                  | НХЛ                             | 28  | 4  | 5  | 9   | 14  | —  | — | — | —  | —  |
| 2021–22                         | Сент-Луис Блюз                  | НХЛ                             | 41  | 4  | 11 | 15  | 12  | —  | — | — | —  | —  |
| 2021–22                         | Детройт Ред Уингз               | НХЛ                             | 18  | 4  | 4  | 8   | 17  | —  | — | — | —  | —  |
| 2022–23                         | Детройт Ред Уингз               | НХЛ                             | 52  | 7  | 14 | 21  | 20  | —  | — | — | —  | —  |
| 2023–24                         | Сент-Луис Блюз                  | НХЛ                             | 71  | 6  | 15 | 21  | 32  | —  | — | — | —  | —  |
| Всего в Шведской хоккейной лиге | Всего в Шведской хоккейной лиге | Всего в Шведской хоккейной лиге | 106 | 16 | 20 | 37  | 58  | 28 | 5 | 6 | 11 | 34 |
| Всего в НХЛ                     | Всего в НХЛ                     | Всего в НХЛ                     | 411 | 53 | 84 | 137 | 155 | 36 | 4 | 6 | 10 | 10 |

### Международная
И - игры, Г - голы, П - передачи, О - очки, Ш - штрафные минуты.
| Год              | Команда          | Турнир           | Место            |   | И | Г | П | О | Ш |
| ---------------- | ---------------- | ---------------- | ---------------- | - | - | - | - | - | - |
| 2014             | Швеция           | МЧМ              | 2                | 7 | 2 | 0 | 2 | 4 |   |
| Всего за юниоров | Всего за юниоров | Всего за юниоров | Всего за юниоров | 7 | 2 | 0 | 2 | 4 |   |